# 흑비둘기
흑비둘기는 온몸이 검은 비둘기과의 새이며 야생 비둘기 무리 중 가장 큰 종류이다. 한정된 지역에만 분포하는 희귀한 텃새이므로 생물학적 보존가치가 높아 대한민국의 천연기념물로 지정·보호하고 있다. 울릉도에서는 검다 하여 ‘검은비둘기(흑구:黑鳩)’또는 울음소리 때문에 ‘뻐꿈새’라고도 부른다.

## 분포
동아시아 지역의 무인도서에 분포하는 종으로, 주로 한국, 일본 근해의 서식하기 적합한 곳에서 자생하는 텃새이자 여름철새이다. 한국에서는 1936년 8월 26일 하계에 처음 보고되었으며 1968년 11월 20일 천연기념물 215호로 지정된 이후 흑비둘기 자생지인 울릉도와 제주도 추자면 사수도가 각각 1971년, 1982년에 천연기념물 237호, 333호로 지정되었다. 일본에서는 혼슈, 사도시, 오키노, 시코쿠, 규슈, 쓰시마섬, 교토, 야쿠시마, 다네가섬에서 관찰되었다. 중국에서 자생한다는 주장과는 달리 중국 산둥성과 웨이하이웨이에서 1990년 단 한 번 관찰되었다.

## 생태

### 번식
이른 봄인 2월 혹은 늦봄인 6월에도 알을 낳으나 주로 3월부터 5월까지가 산란기이며 덧나무, 까마귀쪽나무, 보리밥나무, 후박나무, 곰솔, 우묵사스레피, 후박나무 등의 나무에 둥지를 튼다. 보통의 비둘기가 한 쌍의 알을 낳는 것과 달리 흑비둘기는 한 개의 알만을 낳는다. 알을 품는 기간은 18일이고 알에서 깨어난 새끼가 둥지를 떠나기까지 30일동안을 부모 곁에서 지낸다. 암수는 낮은 음으로 『우-우-』소리로 신호를 교환하며 알을 품는데, 이 때 수컷이 알을 더 오랜 시간 품으며 밤에 주로 알을 품는다.
이렇게 막 알에서 깨어난 새끼는 선홍색 부리에 끝이 검은색이라는 외양은 다른 비둘기와 다르지 않지만, 노란색털만 가지고 있는 다른 새끼 비둘기의 털과 달리 흑비둘기의 새끼는 황갈색의 드문드문한 털을 가지고 있다.

### 먹이와 천적
덧나무 열매를 가장 좋아하며 덧나무와 함께 흑비둘기의 둥지가 되는 우묵사스레피, 보리수나무, 녹나무, 후박나무, 까마귀쪽나무과 같은 열매를 먹는데 같은 속에 속하면서 전분과 씨앗 종류를 선호하는 바위비둘기와는 다른 식성을 가졌다. 열매 뿐만 아니라 달팽이와 민달팽이, 천남성과 같이 독성이 있는 동식물, 뽕나무 잎과 나뭇가지를 먹기도 한다.
무인도서에 자생하는 흑비둘기의 서식지는 주로 해안가에 자생하는 슴새의 서식지와 겹치는 경우가 많은데 야간에 나뭇가지를 타고 이동하는 슴새의 특성상 둥지를 덮쳐 흑비둘기의 번식에 영향을 줄 수 있다.열매가 달리기 때문에 먹이가 풍부한 나무에 둥지를 트는 흑비둘기의 특성상 다른 종과 조우하는 경우도 있으나 직박구리를 빼면 둥지를 공격하는 다른 종은 없다. 다만 흑비둘기를 비롯한 많은 비둘기의 새끼는 멀리가지 않고 이곳저곳 짧게 넘나들기 때문에 맹금류의 공격을 받을 수도 있다.